# もうすぐクリスマス
「もうすぐクリスマス」は、フジテレビ系『クイズ!ヘキサゴンII』発のユニット・里田まい with 合田兄妹の1枚目のシングル。2008年11月12日によしもとアール・アンド・シーから発売された。

## 解説
『クイズ!ヘキサゴンII』出演者の里田まい（カントリー娘。）・misono・藤本敏史（FUJIWARA）の3人組ユニットのデビュー曲で、同番組発の5枚目のシングルである。
3万枚生産限定商品として発売され、「3万枚を完売しないと、羞恥心のサードシングル「弱虫サンタ」およびそれ以降の番組発のシングルの発表・発売が中止になる」と発表されたが、同番組のメールマガジンにおいて『ドッキリ』であったと明かされた。結果的にCDは「完売した」と発表された。
『ヘキサゴンII』発のCDで初めてカップリングが収録されたシングルで、スプリット・シングルでないものはサーターアンダギーの作品群以外では本作のみである。カップリング「バイバイ」は、翌2009年1月にセカンドシングルとしてリカットされた。「バイバイ」付属DVDに本作の振り付け映像が収録されている。
テーマは「彼氏のいない人 この指とまれ　彼女のいない人 気合を入れて」。彼氏や彼女がいない人へ向けたクリスマスソングとなっている。楽曲コスチュームは里田がトナカイを彷彿とさせる白い衣装で、トナカイの角のような装飾のカチューシャをしている。藤本とmisonoはオーソドックスなサンタクロースの衣装となっている。
里田とmisonoの2人が大部分を歌っており、藤本のソロパートはごく僅かである。次作「バイバイ」以降は藤本の歌うパートはさらに減り、ダンスをすることさえなくなる。
発売当日に池袋サンシャインシティにて発売イベントが行われ、約2000人を動員した。
コンピレーション・アルバム『WE LOVE ヘキサゴン2009』には収録されず、ユニット単体のミニアルバム『里田まい with 合田家族』に収録された。

## 収録曲
1. もうすぐクリスマス
  - 作詞：カシアス島田、作曲：高原兄、編曲：斎藤文護 / 岩室晶子
2. バイバイ
  - 作詞：カシアス島田、作曲：高原兄、編曲：斎藤文護 / 岩室晶子
3. もうすぐクリスマス（カラオケ）

## 特典
- トレーディングカード1枚（全10種類）がランダム封入された（1種類のみ、3人のほかに藤本の相方・原西孝幸が写っている物がある）。